# グラーチ・ペーテル
グラーチ・ペーテル（Gulácsi Péter 、1990年5月6日 - ）は、ハンガリー・ブダペスト出身のプロサッカー選手。ハンガリー代表。ドイツ・ブンデスリーガ・RBライプツィヒ所属。ポジションは、ゴールキーパー。

## クラブ経歴

### リヴァプール
2007年、リヴァプールFCがMTKブダペストから買い取りオプション付きのレンタル移籍で獲得したことを発表。MTKからリヴァプールに移籍した選手はシモン・アンドラーシュとネーメト・クリスティアーンに次ぎ3人目。
2009年1月、ヘレフォード・ユナイテッドFCにレンタル移籍。プロデビューを果たす。
リヴァプール復帰後、UEFAヨーロッパリーグ・FKラボトニツキ戦の1stレグ・2ndレグともにベンチ入り。続くトラブゾンスポル戦でもベンチ入りしている。2011年1月は第2キーパーのブラッド・ジョーンズがAFCアジアカップ2011のため不在で、プレミアリーグでもベンチ入りを経験。アジアカップ終了後、グラーチは再びベンチ外となったため3月にトレンメア・ローヴァーズFCにレンタル移籍した。9月にも1ヶ月間の短期レンタルでトレンアに加入した。
2011年7月、ハル・シティAFCにレンタル移籍。当初期間は1年の予定だったが、レンタル元のリヴァプールのGKペペ・レイナとドニが相次いで負傷離脱したため、2012年4月に復帰した。

### レッドブル・ザルツブルク
2013年6月、オーストリア・ブンデスリーガに属するFCレッドブル・ザルツブルクはグラーチをフリーで獲得したと発表。契約は4年。 7月のSCヴィーナー・ノイシュタット戦で移籍後初出場し5-1の勝利に貢献した。

### RBライプツィヒ
2015年夏に当時ドイツ2部に属していたRBライプツィヒへ移籍。シーズン当初は元スイス代表のファビオ・コルトルティの控えであったが、シーズン途中から正GKになりドイツ・ブンデスリーガへの昇格に貢献。2016年夏には念願のドイツ・ブンデスリーガでのデビューを果たした。

## 代表歴
2008年5月に初めて世代別ハンガリー代表の招集を受けた。
2009 FIFA U-20ワールドカップは正ゴールキーパーを務めた。チェコ代表戦および3位決定戦のコスタリカ戦でPKを止め、チームの3位入賞に貢献した。
2012年6月開催の親善試合・アイルランド代表戦のメンバーに招集されたが、出番はなかった。2014年5月開催のデンマーク代表戦でハンガリーA代表初出場。試合は2-2のドローに終わった。UEFA EURO 2016のメンバーにも招集されている。
UEFA EURO 2024に選出

## タイトル

### クラブ
MTKブダペスト
- ネムゼティ・バイノクシャーグI ： 2007-08

レッドブル・ザルツブルク
- オーストリア・ブンデスリーガ ： 2013-14, 2014-15
- オーストリア・カップ ： 2013-14, 2014-15